# Zoltan Sabo
Zoltan Sabo (in serbo Золтан Сабо?; Sombor, 26 maggio 1972 – Sremska Kamenica, 15 dicembre 2020) è stato un calciatore e allenatore di calcio serbo con cittadinanza ungherese, di ruolo difensore.
Al momento della morte, avvenuta nel dicembre del 2020 all'età di 48 anni per complicazioni da COVID-19, era tecnico del TSC Bačka Topola.

## Palmarès

### Giocatore

#### Competizioni nazionali
- Campionato serbo-montenegrino: 2

Partizan: 1996-1997, 1998-1999
- Coppa di Serbia e Montenegro: 1

Partizan: 1997-1998
- Supercoppa della Corea del Sud: 1

Suwon Bluewings: 1999
- K-League Cup: 2

Suwon Bluewings: 2000, 2001
- Coppa di Cipro: 1

AEK Larnaca: 2003-2004

#### Competizioni internazionali
- AFC Champions League: 2

Suwon Bluewings: 2001, 2002
- Supercoppa d'Asia: 1

Suwon Bluewings: 2001

### Allenatore

#### Competizioni nazionali
- Prva Liga Srbija: 1

TSC Bačka Topola: 2018-2019